# Jules Poncet
Pour les articles homonymes, voir Poncet.
Jules Poncet, né le 23 avril 1838 en Lanslebourg et mort le 29 août 1873 dans le 4e arrondissement de Paris, est un explorateur français.

## Biographie
Jules Poncet naît le 23 avril 1838 à Saint-Jean-de-Maurienne ou Lanslebourg, en Maurienne, dans le duché de Savoie,. Il est le fils de Joseph Poncet, issue d'une famille modeste de Maurienne, et de François Vaudey, de conditions supérieures puisque le frère de celle-ci, Alexandre Vaudey, deviendra Proconsul de Sardaigne en Egypte. Son frère aîné, Ambroise Poncet, part lui aussi en Afrique.
Il rejoint avec son frère, en 1851, leur oncle Alexandre Vaudey en Égypte. Ils explorent le Nil Blanc et le Haut-Nil. Ils atteignent ainsi le massif éthiopien et explorent le cours du Dender, puis pénètrent dans le Bahr-el-Ghazal et remontent la rivière des Djours. 
Il est membre notamment de la Société de géographie de Paris.
Il meurt le 29 août 1873 à Paris et il est inhumé au cimetière Montmartre, (29e division), dans la tombe de la famille Seignac-Lesseps, la tombe orientée Nord est très usée. Son nom est caché sous une urne.

## Publication
- avec Ambroise Poncet, Le Fleuve Blanc. Notes géographiques et ethnologiques et Les chasses à l'éléphant dans le pays des Dinka et des Djour, Paris, Arthus Bertrand, 1864, 160 pages.